# 艾因法里斯 (穆阿斯凱爾省)
35°28′48″N 0°14′42″E / 35.4799°N 0.2449°E

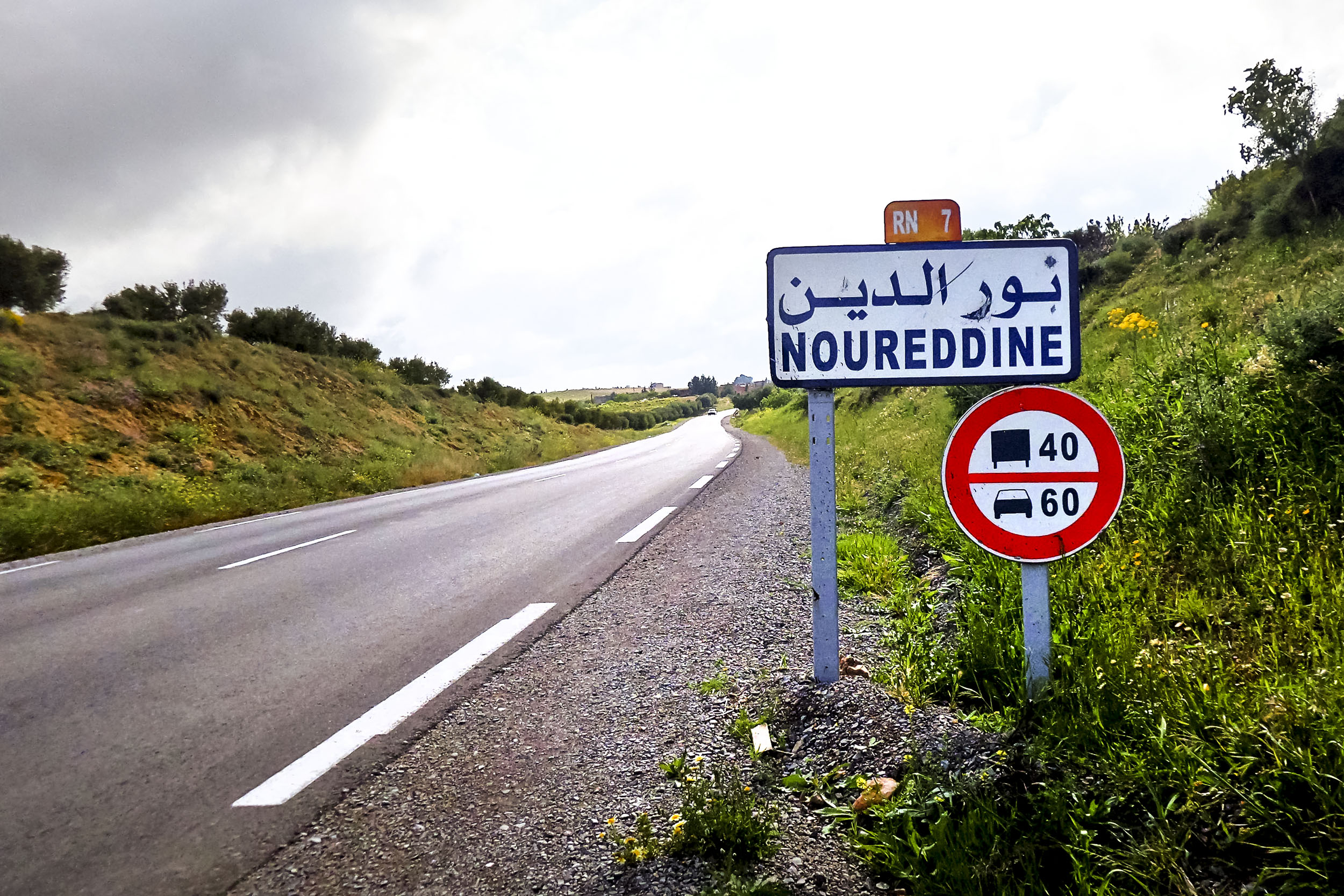
艾因法里斯

艾因法里斯（阿拉伯语：‎），是阿爾及利亞的城鎮，位於該國西北部，由穆阿斯凱爾省負責管轄，是艾因法里斯區的首府，面積121平方公里，2008年人口11,494，人口密度每平方公里95人。